# 清水徹
清水 徹（しみず とおる、1931年3月31日 - ）は、日本のフランス文学者・翻訳家。
明治学院大学名誉教授。

## 経歴
東京府生まれ。1954年東京大学フランス文学科卒業、1956年同大学院修士課程修了、東京大学助手、國學院大學助教授、1965年明治学院大学文学部助教授、1970年教授。1986年同図書館長、1997年退職。
ヌーヴォー・ロマン作家のミシェル・ビュトールの研究、翻訳を行い、1967年に「時間割」の訳でクローデル賞。1985年に出版したマルグリット・デュラス『愛人』は、1992年に映画公開され文庫判はベストセラーになった。1991年、ビオイ＝カサーレス『モレルの発明』の翻訳でBABEL国際翻訳大賞日本翻訳大賞・文学部門。
著作は主に書物論、都市論を展開し、2001年出版の『書物について - その形而下学と形而上学』は、藤村記念歴程賞、翌年に読売文学賞と芸術選奨文部科学大臣賞を受賞している。

## 人物
吉田健一に深く親炙し、その著作の文庫解説・全集校訂などを担っている。
60年安保闘争では、国会議事堂構外の大学教授団の中で機動隊から棍棒による襲撃を受け、頭蓋骨陥没の重傷を負ってニュースとなった。

## 著書
- 『廃墟について』（河出書房新社） 1971
- 『読書のユートピア』（中公叢書） 1977
- 『都市の解剖学 - 都市を歩き、都市を読む』（ポーラ文化研究所） 1981
- 『書物としての都市 都市としての書物』（集英社） 1982
- 『鏡とエロスと - 同時代文学論』（筑摩書房） 1984
- 『書物の夢 夢の書物』（筑摩書房） 1984
- 『書物について - その形而下学と形而上学』（岩波書店） 2001
- 『吉田健一の時間 黄昏の優雅』（水声社） 2003
- 『ヴァレリーの肖像』（筑摩書房） 2004
- 『ヴァレリー - 知性と感性の相克』（岩波新書） 2010
- 『マラルメの〈書物〉』（水声社） 2011

## 翻訳
- 『民族社会主義革命 ハンガリヤ十年の悲劇』（フェレンツ・フェイト、村松剛・橋本一明共訳、近代生活社） 1957
- 『シーシュポスの神話』（アルベール・カミュ、新潮文庫） 1969、改版2006。別版「全集2」新潮社
- 『ナジャー』（アンドレ・ブルトン、中央公論社、新集世界の文学34） 1971
- 『神経の秤・冥府の臍』（アントナン・アルトー、粟津則雄共編訳、現代思潮社、アルトー全集） 1971、新装版2007
- 『感情教育』（フローベル、新潮社、新潮世界文学9） 1972
- 『居酒屋』（エミール・ゾラ、集英社、世界文学全集24） 1974、新編 1978・1990
- 『マラルメ論』（モーリス・ブランショ、粟津則雄共訳、筑摩書房、筑摩叢書） 1977
- 『カミュ論』（モーリス・ブランショ、粟津則雄共訳、筑摩書房、筑摩叢書） 1978
- 『愛人』（マルグリット・デュラス、河出書房新社） 1985、河出文庫 1992[2]
- 『マラルメ全集』第2・3・5巻（ステファヌ・マラルメ、筑摩書房 全5巻） 1989、1998、2001 - 編集委員、2010に完結
- 『モレルの発明』（アドルフォ・ビオイ＝カサーレス、牛島信明共訳、書肆風の薔薇、叢書アンデスの風） 1990、水声社、フィクションの楽しみ 2008
- 『作者とは何か?』（ミシェル・フーコー、豊崎光一共訳、哲学書房、ミシェル・フーコー文学論集） 1990
- 『北の愛人』（デュラス、河出書房新社） 1992、河出文庫 1996
- 『友愛のために』（モーリス・ブランショ、<リキエスタ>の会） 2001
- 『友情』（フレッド・ウルマン、清水美智子（夫人）共訳、集英社） 2002
- 『ムッシュー・テスト』（ポール・ヴァレリー、岩波文庫） 2004
- 『ドガ ダンス デッサン』（ポール・ヴァレリー、筑摩書房） 2006
- 『エウパリノス、魂と舞踏 樹についての対話』（ポール・ヴァレリー、岩波文庫） 2008
- 『アミナダブ』（モーリス・ブランショ、書肆心水） 2008[3]
- 『おしゃべり 子供部屋』（ルイ＝ルネ・デ・フォレ、水声社） 2009
- 『セガレン著作集』全8巻（ヴィクトル・セガレン、木下誠・渡辺諒共編、水声社） 2001 - 2021、編者代表

### ミシェル・ビュトール
- 『心変わり』（ミシェル・ビュトール、河出書房新社） 1959、新装版 1969、1977、岩波文庫（改訳版）2005
- 『時間割』（ミシェル・ビュトール、中央公論社、世界の文学49） 1964、中公文庫 1975、復刊1993、河出文庫（改訳版）2006
- 『文学の可能性』（ミシェル・ビュトール、中央公論社） 1967
- 『仔猿のような芸術家の肖像』（ビュトール、松崎芳隆共訳、筑摩書房） 1968
- 『絵画のなかの言葉』（ビュトール、新潮社、叢書創造の小経） 1975
- 『文学と夜』（ビュトール、工藤庸子共訳、朝日出版社） 1982
- 『中心と不在のあいだ 都市と世界と』（ビュトール、田部井玲子共訳、朝日出版社） 1983
- 『合い間』（ビュトール、岩波書店、岩波現代選書） 1984
- 『即興演奏 ビュトール自らを語る』（福田育弘共訳、河出書房新社） 2003

## 共著・編著
- 『どこにもない都市・どこにもない書物』（宮川淳、小沢書店、叢書エパーヴ） 1977、水声社 2002
- 『バタイユの世界』（出口裕弘共編、青土社） 1978
- 『冷たいパフォーマンス ポスト・モダン講義』（山口勝弘、朝日出版社） 1983
- 『私たちの25年 1965 - 1990』（天沢退二郎共編、明治学院大学文学部フランス文学科） 1991